# Latschesar Ionow
Latschesar Ionow (* im 20. Jahrhundert) ist ein ehemaliger bulgarischer Fußballschiedsrichter.
Ionow leitete vor 2011 Spiele in der zweiten bulgarischen Liga, der Wtora liga. Der bulgarische Fußballverband suspendierte Ionow 2011, weil er ohne offizielle Lizenz Spiele in Argentinien und Venezuela gepfiffen hatte.
Im Januar 2012 leitete Ionow ohne Lizenz das Fußball-Testspiel in der Winterpause zwischen Werder Bremen und AZ Alkmaar im türkischen Belek. Dabei gab er sich für den eigentlichen über eine Agentur bestellten Schiedsrichter Raitscho Raitschew aus, der sich jedoch nachweislich und verletzt in Bulgarien befand. Das Spiel endete 2:1, Ionow wurde durch besonders lange Nachspielzeiten von über zehn Minuten auffällig. Da auf Testspiele Sportwetten abgeschlossen werden, konnte ein Manipulationsverdacht nicht ausgeschlossen werden.